# Jesús Omar Alemán Chávez
Jesús Omar Alemán Chávez (Cuauhtémoc, 1 de julio de 1970) es un eclesiástico católico mexicano. Es el obispo de Cuauhtémoc-Madera, desde diciembre de 2022.
Fue ordenado sacerdote el 7 de octubre de 1997 y fue nombrado el 7 de diciembre de 2022 como II obispo de esta diócesis norteña por el papa Francisco tras el fallecimiento de su predecesor Juan Guillermo López Soto en septiembre de 2021. Fue ordenado obispo el 4 de marzo de 2023 en Cd. Cuauhtémoc, Chih.

## Biografía
1986 Ingresó al seminario menor de la Diócesis de Cd. Juárez, Chih.
1989 Ingresó al seminario misionero de la Tarahumara.

1990 Estudia la filosofía en el seminario de Santa María Reina en la Diócesis de Torreón, Coah.
1992 Realiza el año de pastoral en la Parroquia de San Rafael Arcángel en Est. San Rafael, Chih.
1993-1997 Comienza los estudios Teológicos en el Seminario Regional del Norte en Chihuahua, Chih. Culminando los estudios teológicos en el seminario de Monterrey.

### Sacerdocio
7 de octubre de 1997 Ordenado presbítero por los obispos Don José Luis Dibildox Martínez, Obispo de Tarahumara y Don Juan Guillermo López Soto, Obispo de Cuauhtémoc-Madera.
Nombrado vicerrector del seminario misionero de San José en la Diócesis de Tarahumara.
2000 Párroco en la parroquia de Cristo Rey en Creel, Chih. y Coordinador diocesano de la pastoral juvenil
2005 Nombrado Vicario General de la Diócesis de Tarahumara.
2007 Administrador parroquial de la parroquia de Nuestra Señora del Carmen en Batopilas, Chih. Es trasladado a la Diócesis de Zamora al Santuario del Santo Cristo Milagroso en Tanhuato, Mich.
2011 Es enviado a la Universidad Pontificia Salesiana a estudiar la Licenciatura en Ciencias de la Educación con especialización en Catequética.
2014-2022 Párroco de Santa Inés de Chínipas, en Chínipas, Chih. Coordinador diocesano de Catequesis.

### Episcopado
7 de diciembre de 2022 Nombrado II obispo de Cuauhtémoc-Madera por el Papa Francisco. 4 de marzo de 2023 Ordenado obispo de Cuauhtémoc-Madera por Mons. Joseph Spiteri.